# Limnophora albolinea
Limnophora albolinea är en tvåvingeart som beskrevs av Shinonaga 2005. Limnophora albolinea ingår i släktet Limnophora och familjen husflugor. Inga underarter finns listade i Catalogue of Life.